# Масакр у Будаковићима
Масакр у Будаковићима се десио 12. јуна 1993. године, када је граната испаљена са српских положаја усмртила десет, а лакше или теже ранила три грађанина Сарајева, на мезарју у Будаковићима. Граната је испаљена на мезарје у време када се обављала џеназа.